# NGC 4632
NGC 4632 is een spiraalvormig sterrenstelsel in het sterrenbeeld Maagd. Het hemelobject werd op 22 februari 1784 ontdekt door de Duits-Britse astronoom William Herschel.

## Synoniemen
- UGC 7870
- MCG 0-32-38
- ZWG 14.110
- UM 514
- IRAS 12399+0011
- PGC 42689